# Jogo de simulação de veículos

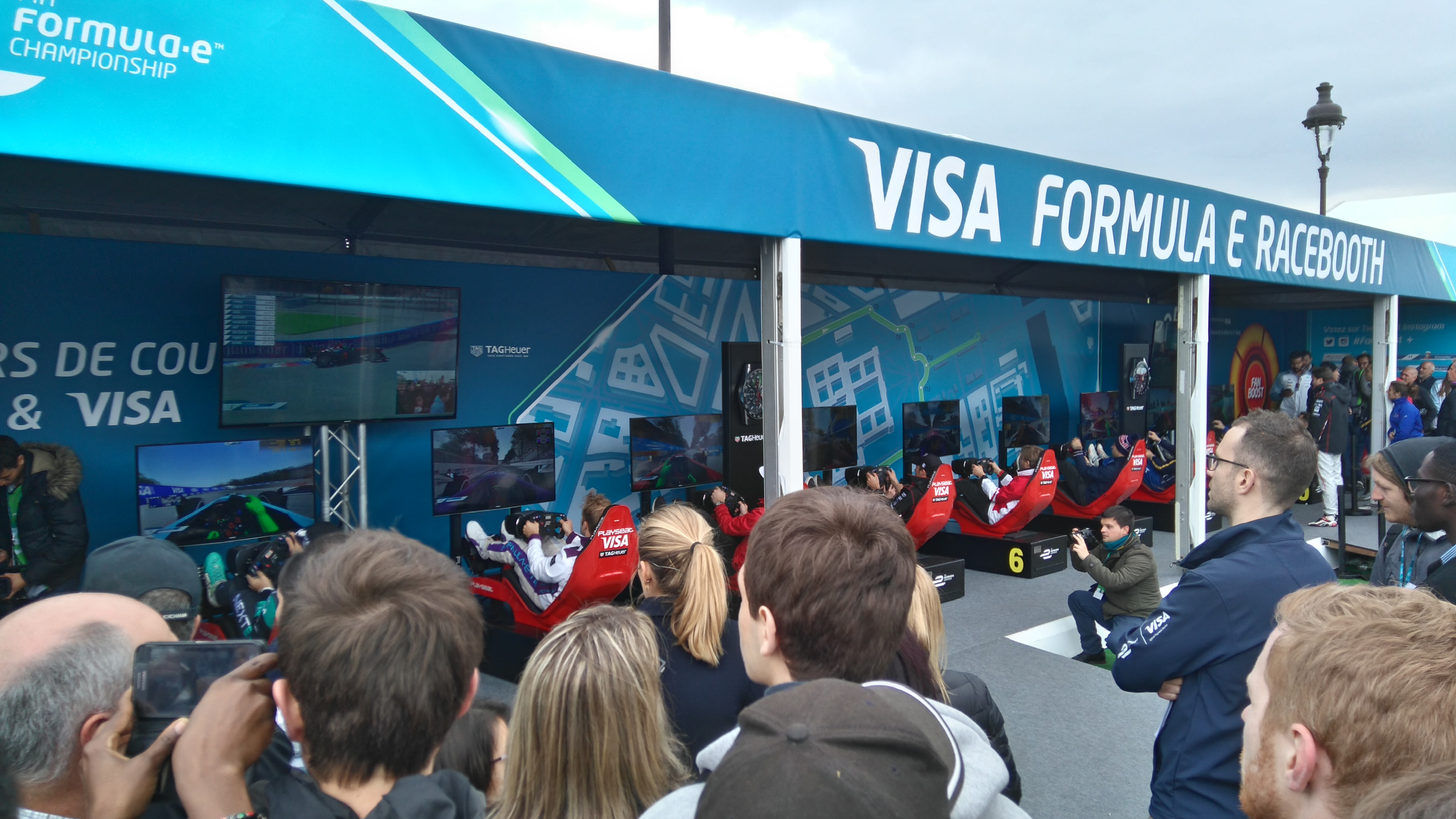
2015 Paris eRace, quase todos os pilotos jogando

Jogos de simulação de veículos são um gênero de jogos de vídeo que tentam fornecer ao jogador uma interpretação realista da operação de vários tipos de veículos. Isso inclui automóveis, aeronaves, embarcações, espaçonaves, veículos militares e uma variedade de outros veículos. O principal desafio é dominar a condução e direção do veículo da perspectiva do piloto ou motorista, com a maioria dos jogos adicionando outro desafio, como corridas ou combates contra veículos rivais. Os jogos geralmente são divididos com base no realismo, com alguns jogos incluindo física mais realista e desafios como gerenciamento de combustível.

## Definição
Os jogos de simulação de veículos permitem aos jogadores dirigir ou pilotar um veículo. Este veículo pode se assemelhar a um veículo real ou a um veículo da imaginação do designer do jogo. Isso inclui veículos no ar, no solo, sobre a água ou mesmo no espaço. Diferentes simulações de veículos podem envolver uma variedade de objetivos, incluindo corrida, combate ou simplesmente a experiência de dirigir um veículo. Esses jogos normalmente permitem que o jogador experimente a ação da perspectiva visual do piloto ou motorista. Esta definição inclui uma ampla gama de veículos, incluindo aeronaves, naves espaciais, barcos, carros, caminhões, motocicletas e assim por diante.
Essa definição inclui muitos tipos de simuladores de direção, incluindo sistemas de corrida reais e imaginários. Também inclui uma variedade de simuladores de voo, incluindo veículos civis, militares e fantásticos. Rolling e Adams observam que os jogos de corrida seguem as convenções de design de uma simulação de veículo, apesar de muitas vezes serem comercializados na categoria esportes.

## Design do jogo

### Objetivos e desafios
A jogabilidade central em uma simulação de veículo é o desafio físico e tático de dirigir um veículo. O domínio do controle do veículo é o elemento que incentiva os jogadores a continuar jogando, mesmo depois de completados os objetivos do jogo. Os jogadores aprendem a usar velocidade e direção apropriadas, e devem evitar colisões observando pistas sobre o quão rápido eles estão indo. ausência de qualquer competição, "algumas simulações de veículos não são jogos".
Mas a maioria das simulações de veículos envolve alguma forma de competição ou corrida, com um vencedor e um perdedor claros. Alguns jogos adicionam desafios especiais como combate e slaloms. Muitos tipos de jogos de direção, incluindo simuladores de voo militar e simuladores de corrida, fazem uso de carreiras e campanhas. Os jogadores devem completar diferentes faixas ou missões e coletar vitórias e outras conquistas com base em seu desempenho.

### Realismo e física
O mercado de simuladores de veículos está "dividido entre os puristas e os jogadores casuais". Uma variedade de simuladores de veículos foi criada para atender a ambos os mercados. Os puristas exigem precisão total, enquanto os jogadores casuais estão menos preocupados com esses detalhes. Esse nível de precisão depende de como os danos, física, ambiente, clima e controles são implementados. Por exemplo, simuladores de voo precisos garantirão que o veículo responda lentamente aos seus controles, enquanto outros jogos trate o avião mais como um carro para simplificar o jogo.
Tanto em jogos de direção quanto em simuladores de voo, os jogadores esperam um alto grau de verossimilhança onde os veículos são dimensionados para tamanhos realistas. Esses tipos de jogos geralmente utilizam uma escala de tempo altamente precisa, embora vários voos os simuladores permitem que os jogadores avancem rapidamente por períodos em que não há nada de interessante acontecendo. No caso de simulações de veículos espaciais ou aquáticos, a física do jogo tende a seguir as de simulações de voo e direção.
Esses jogos adicionarão variedade por ter uma variedade de veículos com características de desempenho diferentes, como curvas mais acentuadas ou velocidade mais rápida. Muitos jogos fazem uso de veículos da vida real, incluindo veículos militares ou carros de grandes automóveis fabricantes.

### Funções de não condução
Embora as simulações de veículos se concentrem na condução de um veículo, muitos jogos envolvem papéis não condutores. Para simulações de corrida mais detalhadas, o jogador às vezes pode desempenhar o papel de um mecânico que conserta ou aumenta seu veículo. Em jogos com um elemento de combate, isso pode envolver uma estação de combate separada em um veículo maior. Alguns jogos como Their Finest Hour permitem que os jogadores alternem entre pilotar o veículo ou manejar as armas de cintura ou cauda. Megafortress permitia que os jogadores operassem cinco estações separadas para combate e gerenciamento do veículo. Jogos que fazem uso de combate têm modos de competição semelhantes aos tiro em primeira pessoa, onde o jogador deve derrotar oponentes humanos ou inteligência artificial.

### Como parte de outros gêneros
Muitos jogos implementam um sistema de condução. Por exemplo, tem sido cada vez mais popular em jogos de tiro em primeira pessoa ter veículos de combate. Estes raramente são projetados com precisão em mente, concentrando-se mais em sua experiência tática.

## Subgêneros e tipos de veículos
Rollings e Adams observam que "a grande maioria dos simuladores de veículos são simuladores de voo, simuladores de direção (geralmente jogo de corrida)". No entanto, isso gênero inclui qualquer jogo que crie a sensação de dirigir ou pilotar um veículo, incluindo as vassouras mágicas nos jogos Harry Potter. Exemplos mais comuns incluem simulações de dirigir trem, nave espacial, barco, tanques e outros veículos de combate.

### Simulações de barco e navais
A maioria das simulações de embarcações são de "lanchas ou jet skis". A jogabilidade difere de dirigir um carro por causa do meio fluido, que afeta as curvas. Esses jogos envolvem corridas por um percurso marcado por boias, com algumas pistas permitindo ao jogador fazer saltos. Simulações de vela são raras, pois a complexidade de controlar um veleiro atrai apenas um mercado especializado. No entanto, tem havido um mercado crescente depois que a Nadeo lançou seus jogos Virtual Skipper. Outros jogos de vela populares são Sail Simulator 2010 e Virtual Sailor. Esses jogos podem ser jogados online contra outros velejadores ao redor do mundo.
Esta categoria inclui simulação de submarino, que normalmente se concentra em atividades submarinas antiquadas, como disparar torpedos em navios de superfície. Simulações de navios de guerra são mais raras. Devido à sua baixa velocidade, jogos como Harpoon, Command: Modern Air Naval Operations e Dangerous Waters simulam guerra naval envolvendo frotas inteiras.

### Simuladores de construção
Simuladores de construção como a série Construction Simulator colocam você no controle de vários veículos em canteiros de obras ou em outros cenários, permitindo que os jogadores simulem os veículos e as tarefas que realizam. Os veículos usados em jogos de simulador de construção consistem em uma grande variedade de veículos, como guindastes, tratores, escavadeiras, carregadores frontais e vários caminhões. Os jogadores podem usar esses veículos para construir projetos de construção, demolir edifícios ou deformar terrenos, como cavar poços e trincheiras. Sims de veículos de construção tornaram-se cada vez mais populares em plataformas móveis com vários jogos focados em veículos individuais, como Heavy Excavator Simulator PRO e Construction & Crane SIM.

### Simuladores agrícolas
Simuladores agrícolas como a série Farming Simulator oferecem níveis variados de cuidados agrícolas, desde a produção agrícola até a criação de animais e a síntese de biocombustíveis. Os veículos usados em jogos de simulador de agricultura consistem principalmente em tratores, colheitadeiras e reboques de tratores. Devido à natureza da agricultura, muitas vezes há muitos componentes diferentes para adicionar ao trator para cultivar, semear, regar e fertilizar a terra.

### Simuladores de voo
Simuladores de voo "tendem a se enquadrar nas categorias militar ou civis.
- Simulador de voo civil: FlightGear e Microsoft Flight Simulator são exemplos notáveis de um simulador de voo civil.[3] Esses jogos "raramente têm condições de vitória, a menos que implementem corridas ou desafios específicos, como testes de velocidade e precisão". Ainda assim, os jogadores podem ser apresentados a uma variedade de desafios, incluindo voar à noite ou voar em condições climáticas adversas. Um dos desafios mais difíceis é pousar o avião, especialmente em condições climáticas adversas.[3]
- Simulador de voo militar: Simuladores de voo militar ou de combate exigem que os jogadores "alcançam os objetivos da missão, geralmente atacando aeronaves inimigas e instalações terrestres". Esses jogos dependem muito da aeronave ou do papel que está sendo simulado, onde os aviões de combate se envolvem em grande parte com aeronaves inimigas, enquanto os bombardeiros são projetados para atacar alvos no solo.[3] Um aspecto único desses jogos é a capacidade de visualizar alvos terrestres ou visualizar a ação da perspectiva de uma bomba ou míssil.[3] Os jogadores geralmente são confrontados com uma série de missões com objetivos primários e secundários, e a vitória é alcançada por completar uma combinação de objetivos.[3] Muitos jogos também concederão diferentes níveis de vitória com base em quantos objetivos foram concluídos ou quanto tempo ou dano o jogador levou.[3]
- Simuladores de voo de fantasia: em alguns casos extraordinários, um jogo criará a experiência de voar em veículos fantásticos, como um dragão.

### Jogos de corrida
Jogos de corrida "tendem a se enquadrar nas categorias" corridas organizadas e corridas imaginárias.
- Simulações de corrida: Simuladores de corrida organizados tentam "reproduzir a experiência de dirigir um carro de corrida ou motocicleta em uma classe de corrida existente: Indycar, NASCAR, Fórmula 1, e assim por diante. Esses jogos se baseiam na vida real para projetar sua jogabilidade, como tratar o combustível como um recurso ou desgastar os freios e pneus do carro. Os danos geralmente são modelados como uma única variável, com simulações mais precisas modelando danos em diferentes áreas do carro com diferentes consequências. Além de tentar ganhar corridas sem bater, os jogadores às vezes ganham prêmios em dinheiro que podem gastar na atualização de seu carro de corrida.
- Jogos de corrida de arcade: Jogos de corrida menos realistas, às vezes chamados de jogos de corrida imaginários ou do tipo arcade, envolvem "situações imaginárias, dirigindo loucamente por cidades ou campo ou mesmo ambientes de fantasia". Esses jogos se concentram menos na física realista e podem adicionar outros desafios, como coletar power-ups, dirigir por aros e cones ou atirar com armas em jogadores rivais

### Simuladores de naves espaciais
Em geral, os desenvolvedores de jogos tendem a evitar fazer simuladores de voo espacial realistas porque eles se comportam muito devagar para interessar a um público amplo. Jogos de ficção, como a série Wing Commander. Dois contra-exemplos notáveis são Orbiter, e Kerbal Space Program, que têm o objetivo explícito de simulação de voo atmosférico e espacial fisicamente precisa.

### Simuladores de tanques e mecânicos
Simuladores de combate veicular]incluem simulações de tanques e simulações de mecha. Além de pilotar o veículo, um elemento-chave da jogabilidade é controlar um torre. Esses jogos raramente são totalmente precisos, pois os tanques realistas são lentos e têm visibilidade limitada (como jogo de simulação World War II Online), o que limitaria seu apelo aos jogadores casuais. Muitos jogos usaram mechs para atrair um público mais amplo, pois podem adicionar armas e recursos que não são necessariamente restrito por plataformas de armas e tecnologias que se assemelham a esses sistemas que existem atualmente, o que concede uma licença artística mais ampla em nome dos desenvolvedores do jogo.

### Jogo de combate veicular
Jogos de combate veicular (também conhecidos apenas como combate veicular ou combate de carro) são tipicamente video ou jogo de computadores onde os objetivos principais da jogabilidade incluem veículos, armados com armas lutando com outros veículos armados.

### Simulador de trens
Este gênero também inclui simulações de condução de trens. Um simulador de trem é um programa de computador que simula operações de transporte ferroviário. Isso inclui outros tipos de veículos ferroviários, como um tram.

### Simulador de caminhão
O primeiro simulador de caminhões foi lançado em 1985. Ele simula o trem rodoviário (como um veículo articulado) e foca no transporte de cargas e questões econômicas.
O simulador de caminhões é um aspecto relativamente novo do gênero de simulação de veículos, com foco no transporte de cargas e na expansão do negócio de caminhões do jogador, combinando elementos de um jogo de simulação de negócios. Os mais conhecidos são produzidos pela SCS Software:
- 18 Wheels of Steel
- Truck Simulator
  - Euro Truck Simulator
  - German Truck Simulator
  - UK Truck Simulator
  - Euro Truck Simulator 2
  - American Truck Simulator